# Château Romer
Château Romer ist ein als Deuxième Cru Classé klassifiziertes Weingut in der Gemeinde Fargues innerhalb des Weinbaugebiets Sauternes im Bordeaux. Der Wein ist ein klassischer Verschnitt aus den Rebsorten Sémillon und Sauvignon Blanc. Mit einer bestockten Rebfläche von zwei Hektar gehört das Weingut zu den ganz kleinen der klassifizierten Güter des Weinbaugebiets.
Der Rebsortenmix besteht zu 90 % aus der Rebsorte Sémillon, 5 % Sauvignon Blanc und zu 5 % aus der aromatischen Sorte Muscadelle.

## Geschichte
Gegründet wurde das Weingut vermutlich bereits im siebzehnten Jahrhundert von der Familie Montalier. Als im Jahr 1800 Ferdinand Auguste de Lur-Saluces eine Nachfahrin des Gründers, Marie Thérèse Gabrielle de Montalier heiratete, war das Weingut kurze Zeit Teil des Wein-Imperiums der Familie Lur-Saluces. Deren Tochter Louise Alexandrine ehelichte im Jahr 1824 den Comte Anne Auguste Jacques de la Myre-Mory. Im Jahr 1855, dem Jahr der Bordeaux-Klassifizierung, erhielt das Weingut den Namen Château Romer. 1881 wurde das Weingut in eine Vielzahl kleiner Erbanteile der Familie Myre-Mory aufgeteilt. Die einzelnen Parzellen wurden kommissarisch von einer der Direkterben, der Comtesse Beaurepaire-Louvagny, im Ganzen verwaltet. Im Jahr 1911 verkaufte die Erbengemeinschaft jedoch ungefähr fünf Hektar an Roger Farges. Diese Parzelle ist der Grundstock des heutigen Château Romer.
Die restlichen neun oder zehn Hektar kauften im Jahr 1937 Xavier Dauglade und Madame du Hayot. Dieser Anteil ist heute unter dem Namen Château Romer du Hayot bekannt.
Die Familie Farges vernachlässigte den Weinbau zusehends. Ab dem Jahr 1976 wurden die verbleibenden Reben von André du Hayot auf seinem eigenen Weingut getrennt verarbeitet und vermarktet.
Anne Farges betreibt den Weinbau seit dem 1. Juni 2002 wieder unter dem Namen Château Romer und vermarktet seither wieder den Wein selbst.